# Robert Downs Haworth
Robert Downs Haworth (15 mars 1898 - 19 mai 1990) est un chimiste organicien britannique.

## Biographie
Haworth est né en 1898 à Cheadle, puis dans le Cheshire. Son père est un directeur d'école. Il obtient son doctorat sous la direction d'Arthur Lapworth en 1922 à l'Université de Manchester et est étudiant de troisième cycle à l'Université d'Oxford avec William Henry Perkin . À partir de 1927, il est professeur à l'Université de Newcastle et à partir de 1939 à l'Université de Sheffield.
Il étudie la chimie des produits naturels, notamment les résines, les tanins, ainsi que la structure et la synthèse des alcaloïdes.

Synthèse de phénanthrène Haworth

Une variante de l'alkylation de Friedel-Crafts, la réaction de Haworth, porte son nom (1932). Il crée la 1-tétralone. La synthèse de phénanthrène apparentée, la synthèse de Haworth (1932), porte également son nom.

réaction de Haworth

En 1944, il devient membre de la Royal Society. En 1956, il reçoit la médaille Davy « en reconnaissance de ses contributions éminentes à la chimie des produits naturels, en particulier ceux contenant des systèmes hétérocycliques ».